# ماندي ماكلهيني
ماندي ماكلهيني (بالإنجليزية: Mandy McElhinney)‏ هي ممثلة أسترالية، ولدت في 1 سبتمبر 1970 ببرث في أستراليا.

## وصلات خارجية
- ماندي ماكلهيني على موقع IMDb (الإنجليزية)
- ماندي ماكلهيني على موقع قاعدة بيانات الفيلم (الإنجليزية)